# Хаджу Кермани
Хаджу Кермани (перс. خواجوی کرمانی‎), полное имя Abu’l-ʿAṭā Kamāl-al-Din Maḥmud b. ʿAli b. Maḥmud Morshedi (1280, 1290 или 1281, Керман — 1352 или 1361, Шираз) — известный персидский поэт и суфийский мистик из Персии.

## Жизнь
Родился 24 декабря 1290 года в городе Керман (нынешний Иран). Его прозвище Хаджу является уменьшительным от персидского слова Хадже, который он использовал как свой поэтический псевдоним. Этот титул указывает на высокое социальное положение его семьи. Нисба (именной титул) Моршеди указывает на его связь с суфийским мастером, Шейхом Абу Ешаком Казеруни, который основал орден Моршедия. Был приверженцем суфийского ордена «казарунийе» .
Хаджу Кермани умер около 1349 года в Ширазе (нынешний Иран) и его могила, которая находится в Ширазе, является популярной туристической достопримечательностью в наше время.
В молодости посетил Египет, Сирию, Иерусалим и Ирак. Также совершил Хадж в Мекку. Он путешествовал ради образования и встреч с учеными других земель. В Багдаде создал один из своих самых известных произведений Гомай и Гомаюн. Вернувшись в Иран в 1335 году, стремился получить место придворного поэта посвящая стихи Ильханам (правителям) того времени, таким как Абу Саид Багадор Хан и Арпа Хан, а также таким Музаффаридам как Мубариз аль-Дин Мухаммад и Абу Ешак из династии Инджу.
Умер Хаджу Кермани в 1352 году. Гроб поэта, помещенный под защитное стекло в Ширазе.

## Идеи и мнения
Поэзия Хаджу Кермани пропитана мистицизмом. Темы мистицизма ясно проявляют себя в стихах поэта. Также в поезии показана борьба против ограниченности и лицемерия мира. И это повлияло на творчество более поздних поэтов, таких как Гафиз. Значительная часть его стихов — это газели написаны в стиле Санаи. Также писал саги в форме маснави, в которых подражал Фирдоуси.
Известно, что писатель имел также некоторые познания в математике и медицине. Также его стихи пропитаны юмором и сатирой и социальной критикой тогдашних религиозных обычаев.

## Произведения
- Диван-е Хаджа (перс. دیوان خواجو‎) — сборник его поэтических произведений, которая состоит из газелей, строфованых стихов, qeṭʾas (стихов на отдельный случай) и катренов.
- Гумай и Гамаюн (перс. همای و همایون‎) — поэма, в которой автор рассказывает о приключениях персидского принца Гумая, который влюбился в китайскую принцессу Гамаюн. Данное произведение, посвященное Шамседдину Саэни, писалось в течение 12 лет, написано в стиле произведения Низами «Искедернаме», то есть той же поэтической строфой, здесь мы наблюдаем поэтическое мясневи, состоящее из 4407 бейтов, написанное стилем мутегариб.[5]
- Голь и Новруз[6] (перс. گل و نوروز‎) — в этой поэме автор рассказывает историю другой любви, события которой разворачивались вероятно в преддверии исламского завоевания Ирана.
- Ровзат-аль-анварз (перс. روضة الانورز‎) — в двенадцати поэтических рассказах поэт рассказывает о внутренней работе, которую нужно выполнить, чтобы преодолеть путь мистика, а также об этике царей.
- Кямаль-нам (перс. کمال نام‎)
- Говхарнаме (перс. گوهرنامه‎)
- Сам-наме (перс. سام نامه‎) — героический эпос о рустамового деда.